# Another river
Another River es un arroyo en el Borough de Península de Kenai, Alaska, en los Estados Unidos.
Another River fue nombrado así en 1927 por geólogos que ya habían puesto nombre a muchos otros ríos.